# Quit Your Dayjob (EP)
Quit Your Dayjob är Quit Your Dayjobs självbetitlade debut-EP, utgiven 2004 av bolagen I Made This och Bad Taste Records. I Tyskland utgavs skivan som 7"-vinyl av Little Teddy Recordings 2005.

## Låtlista
1. "Freaks Are Out" - 1:28
2. "Coconut" - 2:15
3. "Look! A Dollar" - 1:42
4. "Tanktop" - 1:17
5. "Wasted" - 1:28
6. "Pigs from Hell" - 1:35
7. "Mike Fast" - 1:08
8. "Iron Fist" - 1:17

### Fotnoter
1. ↑  ”Quit Your Dayjob”. Discogs.com. http://www.discogs.com/Quit-Your-Dayjob-Quit-Your-Dayjob/release/731391. Läst 4 januari 2012.